# Battaglia di Cabo da Roca
La battaglia di Capo da Roca (nota anche erroneamente col nome di battaglia della Baia di Biscaglia) si svolse nell'ambito della guerra di successione spagnola il 22 maggio 1703 tra un convoglio olandese protetto dal capitano di vascello Roemer Vlack ed una squadriglia francese al comando di Alain Emmanuel de Coëtlogon.
La flotta olandese che solo trent'anni prima era la prima al mondo per numero e potenza delle navi, era ridotta per entrambi gli aspetti, in quanto molte delle sue cinquanta navi di linea erano piccole anche secondo i criteri dell'epoca, con 34 navi di non più di 54 cannoni; d'altronde la politica olandese nella guerra di successione fu quella di combattere la guerra di corsa lasciando agli inglesi il controllo dei mari con le flotte.
Durante la guerra, le flotte franco-spagnole non ebbero modo di scontrarsi in mare aperto direttamente con inglesi e olandesi se non con scontri di piccola portata. Il 21 maggio 1703 una grande flotta mercantile composta da circa 110 navi inglesi e olandesi che trasportavano prevalentemente sale oltre a vino e zucchero, salpò da Lisbona alla volta dell'Inghilterra. Cinque erano le navi della scorta olandese: le navi di linea Muiderberg (50 cannoni, 52 secondo altre fonti), Gaesterland (46) e Schermer (44) oltre alle fregate Rotterdam (34) e Rozendaal (36) sotto il comando del capitano di vascello Roemer Vlacq a bordo della Muiderberg, fatto normale in quanto le scorte venivano affidate a navi non troppo potenti ma agili, in grado di difendere il convoglio da attacchi di corsari o fregate nemiche, non da squadre da battaglia.
Il giorno successivo presso Cabo da Roca (in francese: Cap de la Roque) il gruppo incontrò la squadriglia di Coëtlogon composto da cinque grandi navi di linea: i vascelli Vainqueur (88 cannoni), Monarque (86 - 94), Éole (64), Orgueilleux (80) e Couronne (82).
Vlack, dopo aver segnalato ai mercantili di mettersi in salvo, allineò le sue navi per proteggere la flotta ed ingaggiare battaglia con i francesi, le cui forze maggiori comunque li costrinsero a capitolare poco dopo.
Vlack e la Muiderberg combatterono sino a quando metà dell'equipaggio non risultò morto o ferito. Vlack perse un braccio e parte della spalla nello scontro, ma decise di arrendersi solo quando ormai la nave stava colando a picco. I sopravvissuti vennero salvati e fatti prigionieri dai francesi.
Grazie al sacrificio personale di Vlacq, il convoglio poté allontanarsi intatto, facendo sì che questa sconfitta avesse ben poco impatto sul risultato finale della causa della Grande Alleanza.
Vlacq, i suoi uomini e quattro navi, vennero portato a Tolone dove Vlacq morì poi a causa delle ferite riportate il 17 luglio 1703.